# Spišské Hanušovce
Spišské Hanušovce (allemand : Hanusdorf) est un village de Slovaquie situé dans la région de Prešov.

## Histoire
Première mention écrite du village en 1313.

## Démographie

### Évolution de la population
| Année:               | 1994. | 2004.   | 2014.    | 2024.   |
| -------------------- | ----- | ------- | -------- | ------- |
| Nombre de personnes: | 669   | 651     | 757      | 781     |
| Différence:          |       | -2,69 % | +16,28 % | +3,17 % |

| Année:               | 2023. | 2024.   |
| -------------------- | ----- | ------- |
| Nombre de personnes: | 770   | 781     |
| Différence:          |       | +1,42 % |